# Finally the Punk Rockers Are Taking Acid
Finally the Punk Rockers Are Taking Acid è un album discografico di raccolta del gruppo rock The Flaming Lips, pubblicato nel 2002.

## Tracce
CD 1
1. Bag Full of Thoughts – 5:39
2. Out for a Walk – 3:20
3. Garden of Eyes/Forever Is a Long Time – 5:29
4. Scratchin' the Door – 7:12
5. My Own Planet – 4:11
6. With You – 3:39
7. Unplugged – 2:14
8. Trains, Brains & Rain – 3:39
9. Jesus Shootin' Heroin – 7:19
10. Just Like Before – 3:22
11. She Is Death – 4:05
12. Charlie Manson Blues – 4:22
13. Man From Pakistan – 3:59
14. Godzilla Flick – 4:06
15. Staring at Sound/With You – 5:06

CD 2
1. Everything's Explodin' – 4:44
2. One Million Billionth of a Millisecond on a Sunday Morning – 9:21
3. Maximum Dream for Evil Knievel – 2:51
4. Can't Exist – 2:48
5. Ode to C.C. (Part 1) – 0:44
6. The Ceiling Is Bendin' – 3:45
7. Prescription: Love – 6:10
8. Thanks to You – 3:56
9. Can't Stop the Spring – 4:11
10. Ode to C.C. (Part 2) – 1:50
11. Love Yer Brain – 7:43

CD 3
1. Drug Machine in Heaven – 2:11
2. Right Now – 3:57
3. Michael, Time to Wake Up – 0:29
4. Chrome Plated Suicide – 5:43
5. Hari-Krishna Stomp Wagon – 3:47
6. Miracle on 42nd St. – 2:52
7. Fryin' Up – 2:44
8. Hell's Angel's Cracker Factory (Edit) – 3:02
9. U.F.O. Story – 6:39
10. Redneck School of Technology – 2:57
11. Shaved Gorilla – 2:56
12. The Spontaneous Combustion of John – 0:53
13. Last Drop of Morning Dew – 1:58
14. Begs and Achin' – 4:14